# Pachtgebiet Porkkala
Koordinaten: 59° 59′ N, 24° 26′ O

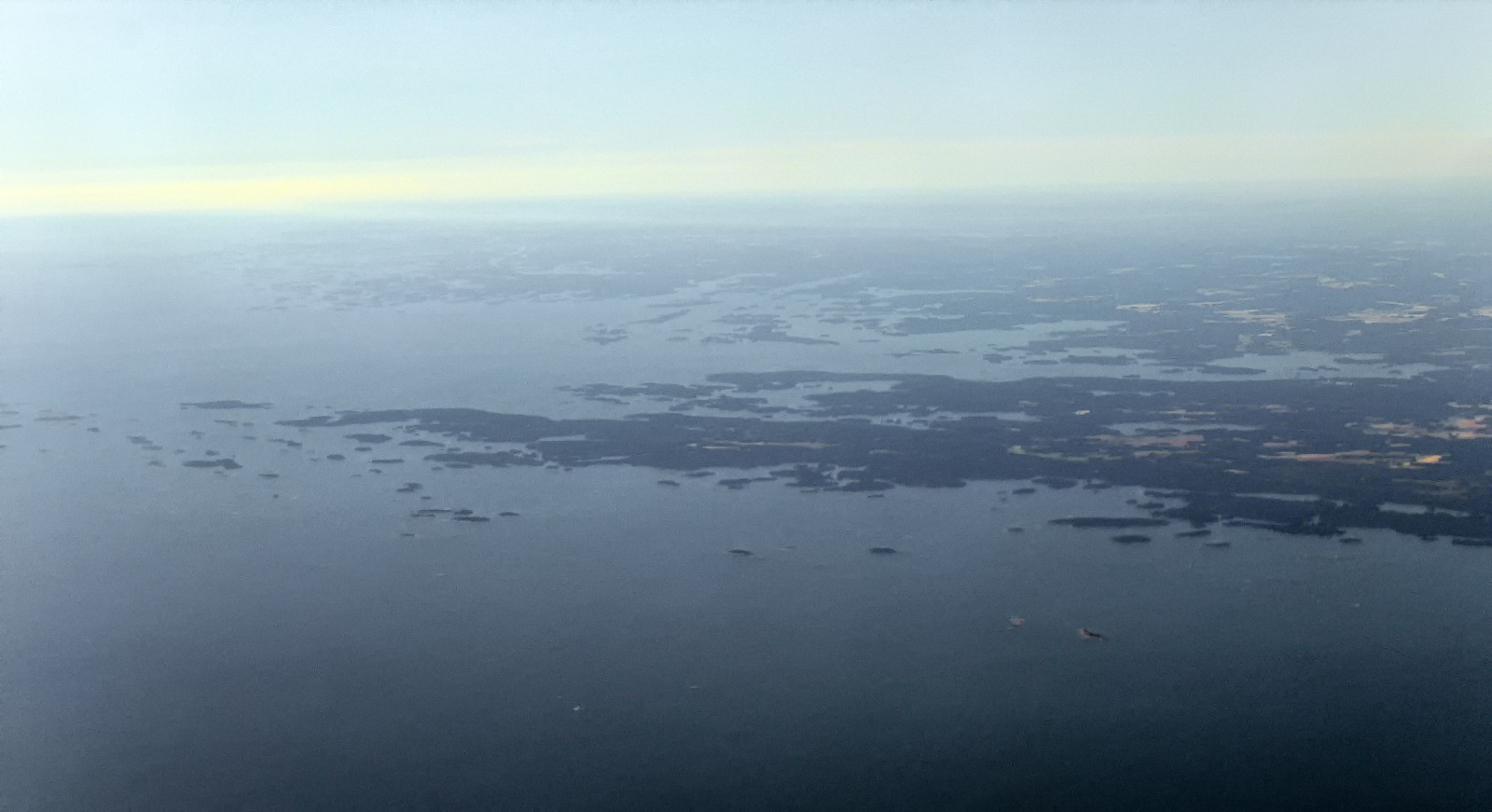
Luftbild

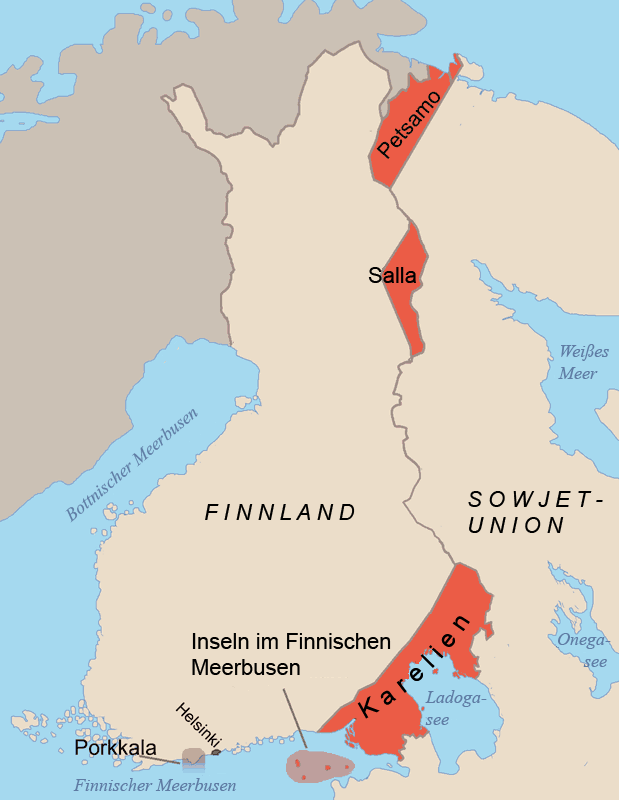
Von Finnland 1944 an die Sowjetunion abgetretene Gebiete

Das Pachtgebiet Porkkala (nach deutscher und schwedischer Schreibweise auch Porkala) war eine Militärbasis etwa 30 Kilometer westlich von Helsinki, deren Areal Finnland als Bedingung des Waffenstillstands von Moskau 1944 für 50 Jahre an die Sowjetunion verpachten musste, 1956 aber vorzeitig zurückerhielt.

## Geografische Lage

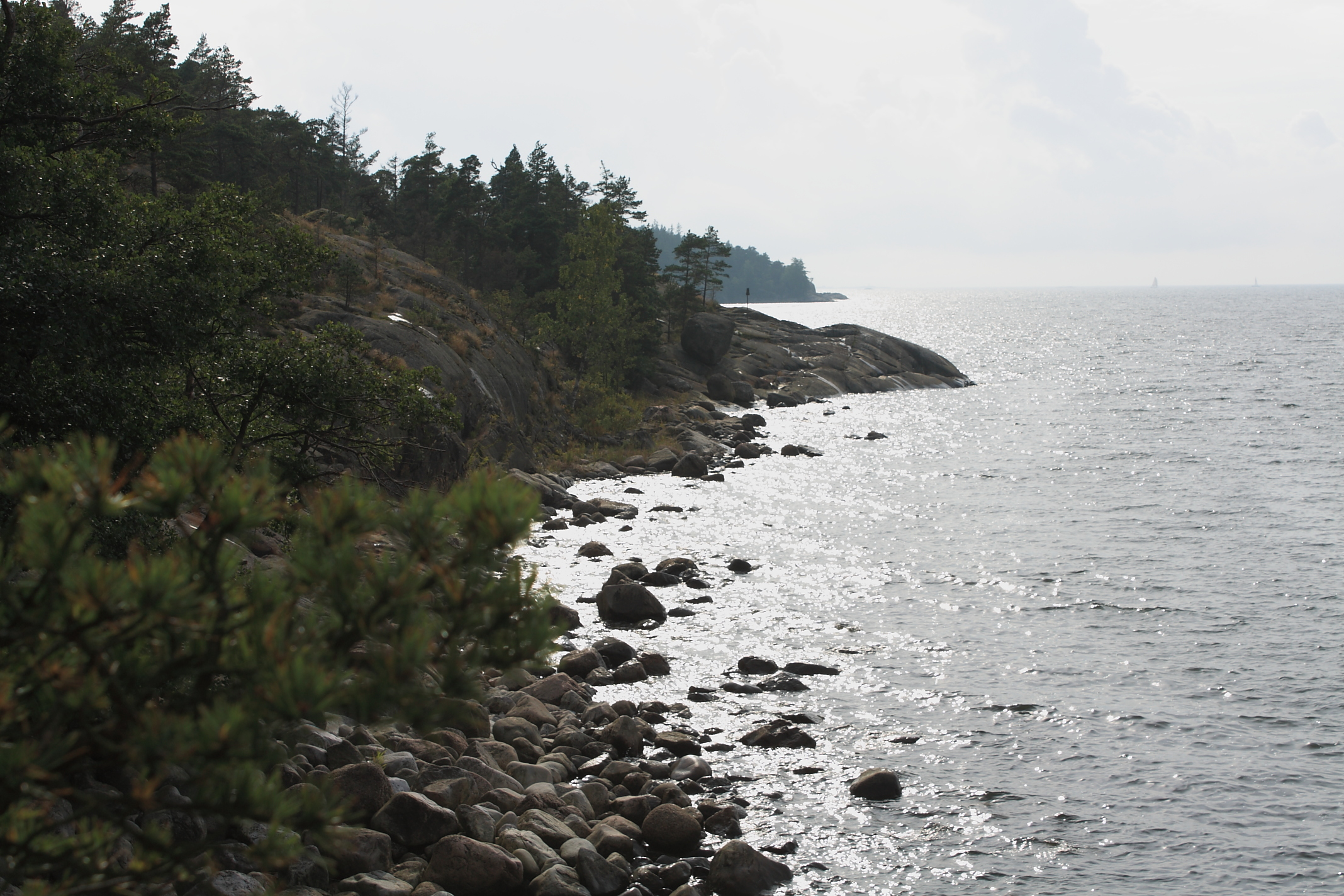
Küste der Halbinsel Porkkala

Das Pachtgebiet bestand aus der Halbinsel Porkkala, deren Hinterland und einem Gebietsstreifen westlich davon. Die Spitze der Halbinsel ist nur 36 km von der auf der anderen Seite der Ostsee gegenüberliegenden Küste Estlands entfernt. Sie hatte damit eine wichtige Position für die Kontrolle der meerseitigen Zufahrt nach Leningrad; denn Artilleriestellungen auf beiden Seiten konnten diesen Zugang sperren.

## Pachtgebiet
Am Ende des Zweiten Weltkriegs wurde Porkkala aufgrund seiner militärstrategischen Position im Waffenstillstand von Moskau (1944) an Stelle der während des Krieges aufgegebenen Halbinsel Hanko als Militärbasis von Finnland an die Sowjetunion verpachtet. Dies geschah für die Dauer von 50 Jahren (ab 1944 bis 1994). Der Sowjetunion wurde das Recht eingeräumt, die Halbinsel als Marinestützpunkt zu nutzen. Das bedeutete, dass das Gebiet für Finnland exterritorial wurde, also nicht mehr der finnischen, sondern der sowjetischen Staatsgewalt unterlag. Der damalige finnische Staatspräsident, Carl Gustaf Emil Mannerheim, wertete das als militärische Besetzung Finnlands. Die sowjetische Küstenartillerie in Porkkala hätte aufgrund ihrer Reichweite ohne weiteres Helsinki beschießen können.

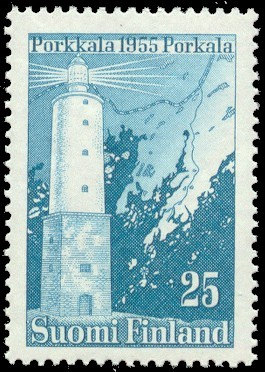
Finnische Briefmarke

Das Pachtgebiet umfasste außer der Halbinsel auch noch angrenzende Flächen und war 380,5 Quadratkilometer groß (mit Meeresfläche etwa 1000 km²). Es schloss die Gemeinden Kirkkonummi und Ingå, die damals noch selbständigen Gemeinden Porkkala und Degerby und Teilflächen der Gemeinde Siuntio ein. Die insgesamt etwa 8300 Bewohner des Gebiets erhielten eine Frist von zehn Tagen, um es zu räumen. Die Rote Armee übernahm das Gebiet, ohne dort je eine Zivilverwaltung einzurichten. Erster Kommandant war Generalleutnant Sergei Iwanowitsch Kabanow (1901–1973), der zuvor das Pachtgebiet Hanko befehligt hatte. Die Verpachtung wurde im Frieden von Paris 1947 bestätigt. Neben der Küstenartillerie wurde hier Luftabwehr-Artillerie, ein Panzer-Regiment, eine Division der Roten Armee, drei Regimenter Marineinfanterie und Versorgungseinheiten stationiert – insgesamt etwa 30.000 Soldaten. Hinzu kamen etwa 10.000 Zivilisten, einschließlich Familienangehöriger. Die Einrichtung erhielt einen Kommando-Bunker, der gegen einen Angriff mit Wasserstoffbomben ausgelegt war. Außerdem war Porkkala ein Zentrum der sowjetischen Auslandsspionage.
Aufgrund einer geänderten politischen Situation schlossen die Sowjetunion und Finnland am 19. September 1955, exakt elf Jahre nach dem Waffenstillstand, einen Vertrag, und die Sowjetunion verzichtete bereits zum 26. Januar 1956 auf das Pachtgebiet, das an Finnland zurückfiel. Grund dafür waren eine Reihe von politischen und technischen Faktoren: das seitens Finnland verfolgte Konzept der Neutralität, das auch einen Beitritt des Landes zur NATO ausschloss, die Aufgabe des Stalinismus durch die Sowjetunion unter Nikita Sergejewitsch Chruschtschow und die größere mögliche Reichweite der Küstenartillerie, die einen Posten auf der nördlichen Seite des Finnischen Meerbusens überflüssig erscheinen ließ. Die ehemaligen Bewohner erhielten ihr Grundeigentum zurück.

## Konsequenzen für den Schienenverkehr
Bei der Übergabe übernahm die Sowjetunion den dort verlaufenden, knapp 40 km langen Abschnitt der Bahnstrecke Helsinki–Turku, eine Hauptbahn im finnischen Eisenbahnnetz, mit dem Bahnhof Kirkkonummi. Der östlich davon gelegene Bahnhof Kauklahti und der westlich davon gelegene Bahnhof Tähtelä verblieben dagegen auf Gebiet, das weiter der finnischen Souveränität unterstand.

### 1944–1947
Die Bahnstrecke wurde ausschließlich für Transitzüge von der Sowjetunion in das Pachtgebiet Porkkala genutzt. Für finnischen Eisenbahnverkehr war die Strecke vollständig gesperrt. Der gesamte finnische Eisenbahn-Binnenverkehr zwischen Helsinki und Turku musste den Umweg über Toijala nehmen.

### 1947–1956

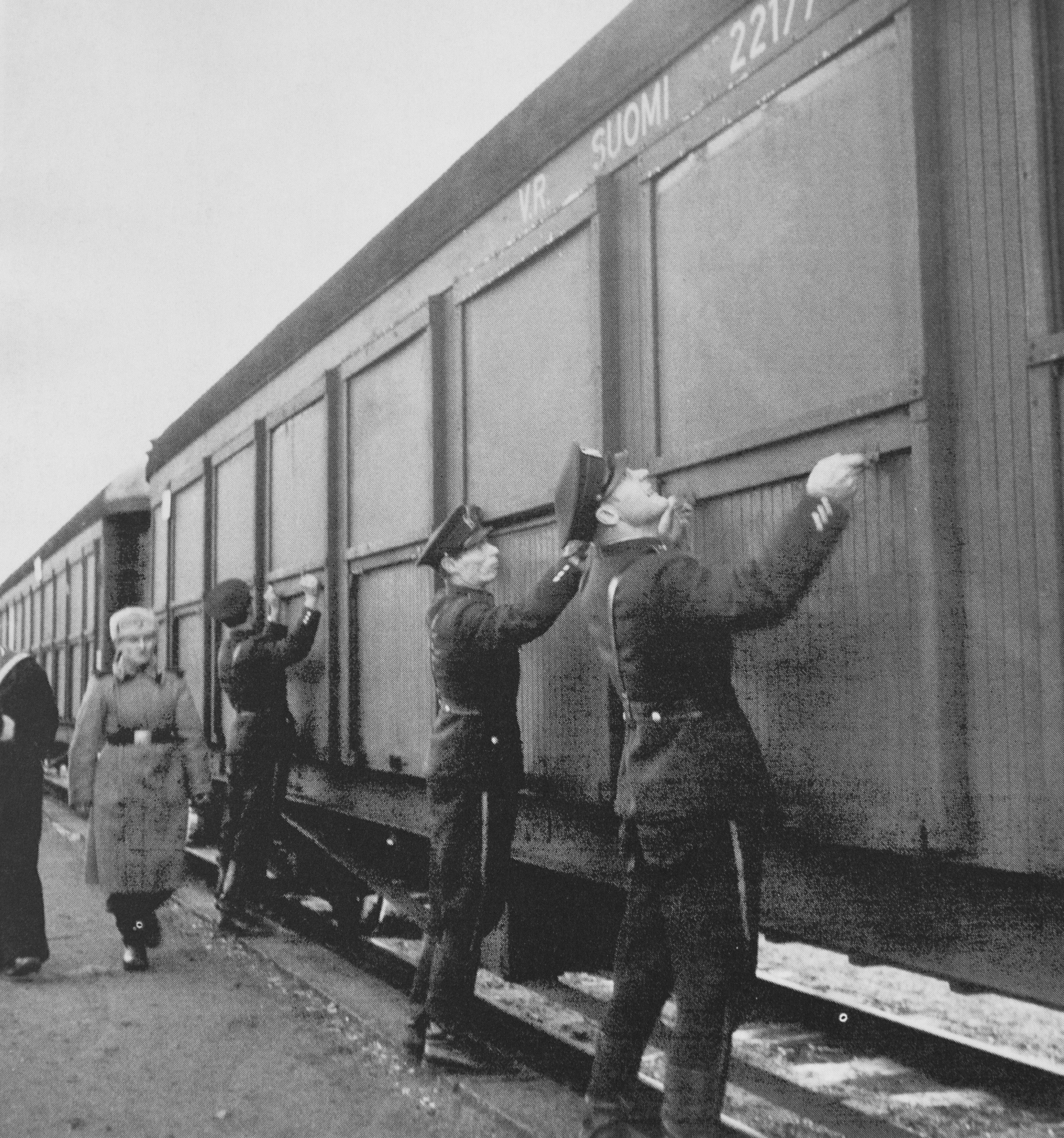
Anbringen der Sichtblenden im Bahnhof Kauklahti

Die Verpachtung von Porkkala wurde im Frieden von Paris 1947 bestätigt. Damit erlangte die Sowjetunion erhöhte Sicherheit über den künftigen Status des Gebietes und war ihrerseits bereit, gegenüber Finnland in praktischen Fragen Kompromisse einzugehen. So kam es 1947 zu einer Vereinbarung über den Transitverkehr für Züge der Finnischen Staatseisenbahnen. Ausschließlich Personenzügen war der Transit gestattet, Güterzüge mussten weiterhin den Umweg nehmen. Es wurden hier nur finnische Personen- und Gepäckwagen befördert. An den beiden „Grenzbahnhöfen“ Kirkkonummi und Kauklahti fand nicht nur ein Lokomotivwechsel zwischen finnischen und sowjetischen Lokomotiven statt, auch alle Fenster des Zuges mussten dort mit Sichtblenden verschraubt werden, was Fotografieren verhindern sollte. Diese Maßnahme brachte dem Transit die Bezeichnung „längster Tunnel Finnlands“ ein. Darüber hinaus wurden die Türen verriegelt. Dieser Betrieb begann im November 1947 und endete am 26. Januar 1956, als die Sowjetunion das Pachtgebiet vorzeitig an Finnland zurückgab.